# 死亡筆記本：決戰新世界
《死亡筆記本：新世界秩序》（英語：Death Note: Light up the NEW world）是一部2016年日本改編電影續集，由2006年藤原龍也與松山研一、戶田惠梨香等人演出的改編電影《死亡筆記本》系列延續，並預告完全不同以往的原創新作。

## 基本概要
《圖書館戰爭》導演佐藤信介執導，《死亡筆記本》電影版十年後全新篇章再起，《寄生獸》東出昌大、《紙之月》池松壯亮、《暗殺教室》菅田將暉主演。《預告犯》戶田惠梨香、前「AKB48」成員川榮李奈。
根據官方釋出的情報，故事將以至今電影、電視劇、動畫、舞台劇都未曾出現，以原作存在的死亡筆記本「6本規則」為基礎展開。6本規則為「人間界同時存在的筆記本最多6本。死神自己所持有的筆記不算在內。另外以將筆記讓人類所有為由，能滯留在人間界死神也最多6位」。故事將圍繞著掉落於地面的6本死亡筆記本所引起的爭奪戰鬥展開。
本次的電影新做舞台設定在之前電影版的「夜神月」與「L」激鬥的10年後，以網路恐怖活動頻傳的高度情報化社會的 2016 年、而繼承夜神月與L的兩大天才DNA的新角色將會登場，展開繼承兩位天才的意志之對決以及圍繞著6本死亡筆記本的爭奪之戰。
另外有hulu網路劇，於9月16日每週五播出三集的電影前傳《死亡筆記本 NEW GENERATION》（デスノート NEW GENERATION）。

## 劇情簡介
夜神月與天才偵探L兩人對決雙雙死亡的十年後，擁有L的基因、謂之L正統繼承者的龍崎，追查死亡筆記本為何再度出現在人間，且高達六冊之多。死亡筆記本對策本部也再度啟動。彌海砂，因放棄死亡筆記本使用權，記憶已經被消除。不同夜神月借助死亡筆記本力量來殺死法外惡徒，盼望奇樂復活的陣營與誓死反抗奇樂的陣營，雙方鬥智鬥勇的終極對戰，加上六本死亡筆記本掀起的混亂，再創死亡筆記本新世代。

## 演員名單
| 角色                                          | 演員                 | 國語配音 | 備註 |
| 主要角色                                      | 主要角色             | 主要角色 | 主要角色 |
| --------------------------------------------- | -------------------- | -------- | --- |
| 三島創／中上亮 みしま つくる／なかがみ りょう | 東出昌大             | 張騰     | 「死亡筆記本總部特別調查官」。是對10年前圍繞夜神月等人為中心發生的事件和死亡筆記的規則十分精通的人物。在月的父親總一郎去世之後，領隊著這支隊伍的隊長一般的存在。隨著新的死亡筆記事件的展開，他也開始行動。原名「中上亮」，實際上他才是本作中真正的「奇拿」，曾是死亡筆記持有者，其後將筆記和夜神月生前所拍的錄像透過路克交給紫苑優輝。 |
| 龍崎／新井正幸 りゅうざき／あらい まさゆき    | 池松壯亮             | 李世揚   | 「L的正統後繼者」。6本死亡筆記本的持有者之一。同時在調查得出人界總共有6本死亡筆記本的結論，發現世上確實有6本筆記。其中一位持有者（紫苑優輝）發出消息要搶奪其他筆記本。名字早早就被擁有與路克交換的死神之眼的中上亮寫下名字未來會死於心臟麻痺，為了找到真正的奇樂(中上亮)，龍崎在彌海砂寫下自己名字時詐死。                             |
| 紫苑優輝 しえん ゆうき                        | 菅田將暉             | 梁興昌   | 「夜神月的後繼者」。6本死亡筆記本的持有者之一。是希望奇樂復活的瘋狂天才，因為紫苑一家被殺害，奇樂剛好將殺人兇手給殺了，所以紫苑對他相當崇拜甚至奉他為神。實為奇樂的代理人，後向流克換取死神之眼，欲殺害真正的奇樂並取代之。最後被警察亂槍射殺，死前用筆記紙殺害大量追捕的警察人員。                                                    |
| 死亡筆記的持有者                              |                      |          | |
| 青井櫻 あおい さくら                          | 川榮李奈             | 蘇肇樺   | 20歲，無業，居無定所。6本死亡筆記的持有者之一，擁有與貝波交換的死神之眼。在涉谷街頭利用死亡筆記無差別殺人。最後被紫苑優輝在死亡筆記寫下名字而死，所持有的死亡筆記由「死亡筆記本對策總部特別小組」保管。 |
| 御廚賢一 みくりや けんいち                    | 船越英一郎           | 于正昌   | 日本最高法院法官，6本死亡筆記本的持有者之一。利用死亡筆記殺死無視法律的奇拿之支持者。最後因被紫苑優輝在死亡筆記寫下名字而被操控向警察及龍崎作出挑釁的宣言後用刀自盡，所持有的死亡筆記亦被其搶走。死前紫苑優輝還將他寫下的筆記紙張給御廚賢一看過。                                                                                      |
| Roger Irving ロジャー・アーヴィング           | Sergey Kuvaev        | N/A      | 華爾街的投資家。6本死亡筆記本的持有者之一。最後被紫苑優輝在死亡筆記寫下名字而死，所持有的死亡筆記亦被其搶走。 |
| Aleksey Ivanov アレクセイ・イヴァノフ         | Sergei Goncharoff    | N/A      | 俄羅斯的醫生。6本死亡筆記本的持有者之一。殺害不少病人。最後被紫苑優輝在死亡筆記寫下名字而死，所持有的死亡筆記亦被其搶走。 |
| 死亡筆記本對策總部特別小組                    |                      |          | |
| 七瀨聖／白戶彩奈 ななせ しょう／しらと あやな | 藤井美菜             | 蘇肇樺   | 死亡筆記總部特別小組調查員。因犯罪的兄長被奇樂所殺而欲殺死中上亮報仇。最後被阿瑪在死亡筆記寫下名字而死。 |
| 黑元晉／明山友樹 黒元 晋／明山 有樹           | 竹井亮介             | 梁興昌   | 「死亡筆記本對策總部特別小組」的搜查官。在追捕紫苑優輝期間被彌海砂在死亡筆記寫下名字而死。 |
| 浦上衛／高端公 浦上 衛／高端 公               | 大迫一平             | 于正昌   | 「死亡筆記本對策總部特別小組」的搜查官。在追捕紫苑優輝期間被彌海砂在死亡筆記寫下名字而死。 |
| 須加原順郎 須加原 順郎                        | 金田明夫             | 于正昌   | 「死亡筆記本對策總部特別小組」的負責人。 |
| 其他角色                                      |                      |          | |
| 貴世河春奈 きよかわ はるな                    | 白羽優理             | 詹雅菁   | 一名時事評論員，是奇樂的支持者。被御廚賢一在死亡筆記寫下名字而死，死前被控制說出[不會把死亡筆記交給奇樂]。 |
| 死神                                          |                      |          | |
| 阿瑪／AMA アーマ                              | 澤城美雪（配音）     | 詹雅菁   | 白色死神，喜歡吃葡萄。真心當新井是朋友，最後為保護新井想保護的中上亮而用死亡筆記殺死白戶彩奈，因此變灰而亡。 |
| 貝波／Bepo ベポ                               | 松坂桃李（配音）     | 梁興昌   | 金色死神。向「死亡筆記本對策總部特別小組」交代人間有(最多)6本死亡筆記。 |
| 原作角色                                      |                      |          | |
| 路克 リューク                                 | 中村獅童（配音）     | 鈕凱暘   | 原作主要角色。黑色死神，在死神界很無聊，為尋找樂趣，他把死亡筆記丟到人類世界。 |
| 彌海砂 あまね みさ                            | 戶田惠梨香           | 蘇肇樺   | 原作主要角色。一線知名女演員。因10年前所持有的死亡筆記被燒，放棄擁有權而失去相關記憶，一直被警察監視。後得到紫苑優輝所贈的死亡筆記而恢復記憶，利用死神之眼幫助紫苑優輝搶走死亡筆記而殺死新井、高端公及明山友樹，並向紫苑優輝交代約定之地。知道夜神月真的死亡後，絕望之下在死亡筆記本中寫下在夜神月的懷中死去。                         |
| 松田桃太 まつだ とうた                        | 青山草太             | 鈕凱暘   | 原作角色。在本作擔任「死亡筆記本對策總部特別小組」組長。最後因被紫苑優輝在死亡筆記寫下名字而被操控微笑開槍自殺。 |
| 魅上照 みかみ てる                            | 水上劍星             | 李世揚   | 原作角色。一名檢察官，是奇樂的狂熱支持者。在本作擔任夜神月的小孩的監護人，一年前在甲羅山裡用死亡筆記本殺死了夜神月的小孩，最後被中上亮用槍射殺。 |
| L／艾爾‧羅萊特 L／L·Lawliet                   | 松山研一（特別演出） | 李世揚   | 原作主要角色。對抗奇樂的世界偵探。 |
| 夜神月 やがみ ライト                          | 藤原龍也（特別演出） | 于正昌   | 原作主要角色。最初的奇樂。 |

## 網路劇
Hulu網路劇，於9月16日每週五播出三集的電影前傳《死亡筆記本 NEW GENERATION》（デスノート NEW GENERATION）。
| 角色         | 演員     |
| 三島創       | 東出昌大 |
| 七瀨聖       | 藤井美菜 |
| 松田桃太     | 青山草太 |
| 黑元晉       | 竹井亮介 |
| 浦上衛       | 大迫一平 |
| 夏河六郎     | 富川一人 |
| 西村博人     | 大塚廣田 |
| 五頭慎弥     | 伊藤友樹 |
| 神田         | 青木健   |
|              | 辰巳蒼生 |
|              | 花岡翔太 |
| 電視台广播员 | 佐藤義朗 |
| 木佐課長     | 相島一之 |

| 角色      | 演員             |
| 竜崎      | 池松壮亮         |
| N／尼亞   | 阪口大助（配音） |
| J         | 中井乃繪美       |
| 金友果林  | 森田涼花         |
| ケネス    | James Sutherland |
| ウー      | Rex Kwok         |
| チャン    | Aaron Chow       |
| Lester    | Oscar            |
| Piers教授 | Michael Claxton  |
| 青井櫻    | 川栄李奈         |
| 紫苑優輝  | 菅田将暉         |

| 角色           | 演員             |
| 紫苑優輝       | 菅田将暉         |
| 椚田太一／雨澤 | 中村倫也         |
| 飯窪彩花       | 大西禮芳         |
| 滑川竜平       | 栄信             |
| 生木一壽       | 大友律           |
| 鹿間里奈       | 曽我夏美         |
| 紫苑（7歳）    | 高村佳偉人       |
| 紫苑（12歳）   | 春名柊也         |
|                | 四條海璃亜       |
|                | 友倉由美子       |
|                | 花岡翔太         |
| 電視台广播员   | 安村直樹         |
| 鹿間和代       | 大澤逸美         |
| 路克           | 中村獅童（配音） |

## 市場推廣
電影在2016年12月15日在香港上映，女主角戶田惠梨香為此專程到香港數天與粉絲會面，並接受媒體專訪。她坦言演繹同一角色確有難度及壓力，不過很高興可以演活彌海砂的一生。

## 資料來源
1. ↑   (PDF).   [2017-01-30]. （原始内容存档 (PDF)于2018-07-29）.
2. ↑  . 蘋果日報. 2016年12月13日  [2016年12月13日]. （原始内容存档于2017年3月5日）.

## 外部連結
- 《死亡筆記：照亮新世紀 （页面存档备份，存于）》在香港雅虎的電影頁面（繁體中文）
- Yahoo奇摩電影上《死亡筆記本：決戰新世界》的資料（繁體中文）
- 開眼電影網上《死亡筆記本：決戰新世界》的資料（繁體中文）
- 时光网上《死亡筆記本：決戰新世界》的資料（简体中文）

| 上一届： 《你的名字》 | 2016年日本週末票房冠军 第44周 | 下一届： 《你的名字》 |